# HR 5171
HR 5171 (V766 Centauri) é um sistema estelar triplo na constelação de Centaurus, a cerca de 11 700 anos-luz (3 600 parsecs) da Terra. É um sistema extremamente luminoso composto por uma hipergigante amarela (mais recentemente classificada como uma supergigante vermelha), que é uma binária de contato, e uma supergigante azul mais afastada.

## Sistema

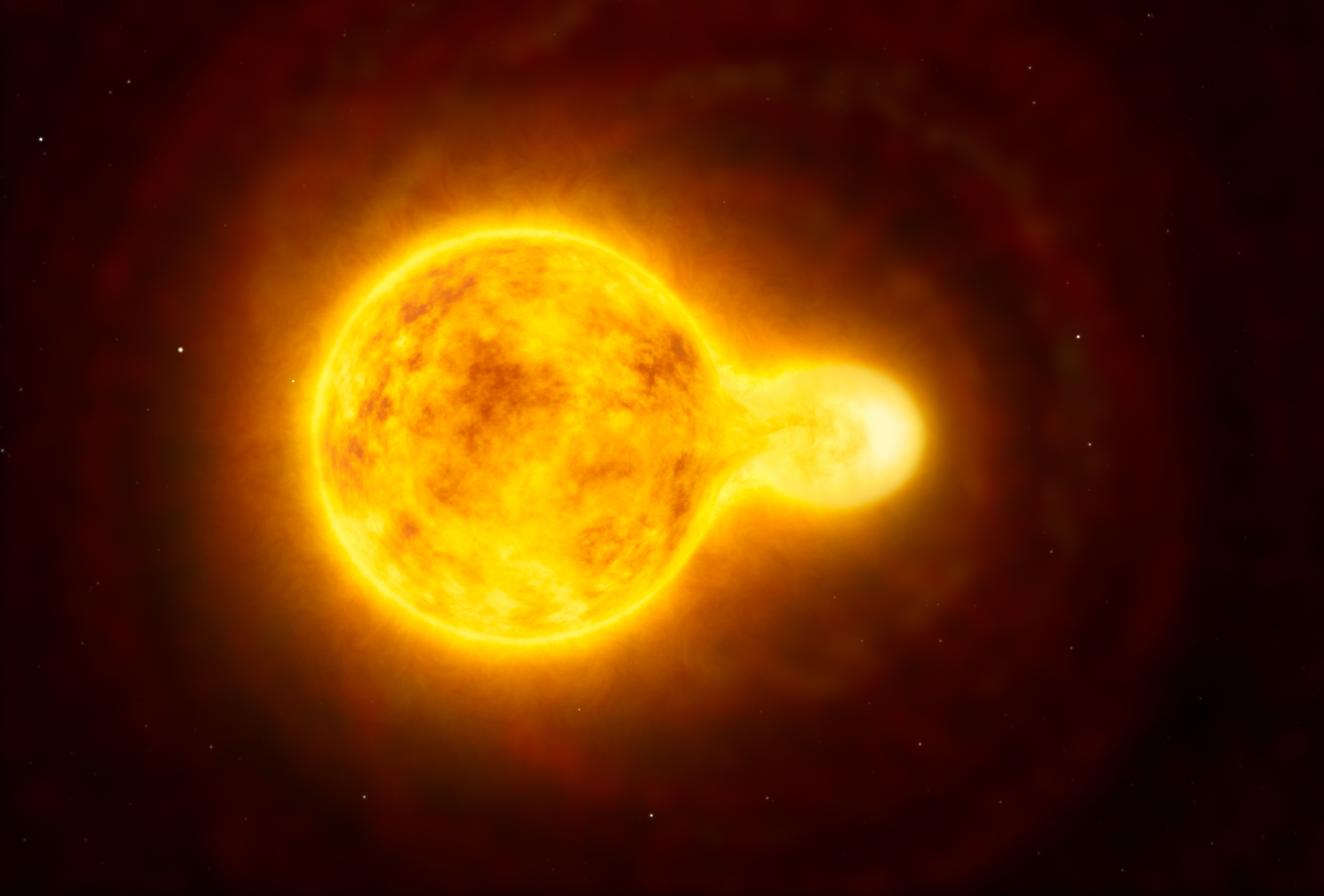
Impressão artística de HR 5171 A

O sistema HR 5171 contém pelo menos três estrelas. O componente primário, HR 5171 A, é uma binária eclipsante com duas estrelas amarelas em contato que completam uma órbita em 1 304 dias. A estrela companheira foi detectada diretamente por interferometria óptica, e tem aproximadamente um terço do tamanho da hipergigante primária. As duas estrelas estão na fase de envelope comum, em que há forte interação e transferência de massa entre elas. O sistema possui uma alta inclinação de mais de 60° e uma separação de aproximadamente 2000 raios solares, assumindo uma órbita circular.
O componente B, separado por 9,4 segundos de arco, é uma supergigante de classe B0. A uma distância de 3,6 kpc, isso corresponde a uma separação projetada de 35 000 UA entre as estrelas. Não se sabe se elas formam um par físico, mas considerando suas distâncias aparentemente similares, localização próxima no céu, e raridade desse tipo de estrela, provavelmente se originaram do mesmo complexo molecular.
HR 5171 está no centro de uma região HII conhecida como GUM 48d. O componente B, uma estrela quente emitindo muita radiação ultravioleta, é atualmente a única fonte de ionização da região. O componente A provavelmente era a fonte dominante de ionização até sua recente evolução da sequência principal.

## Variabilidade

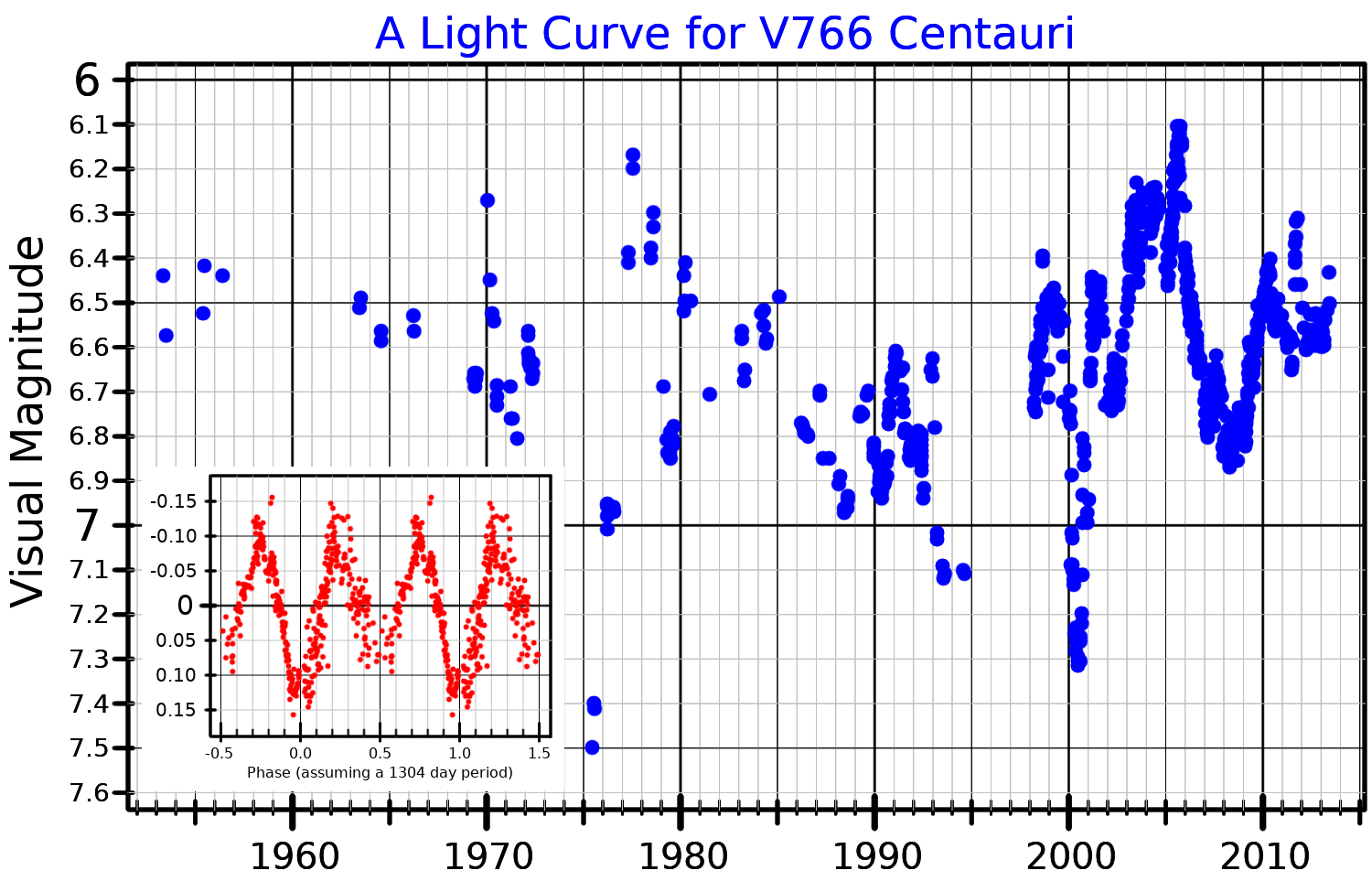
Curva de luz (banda visual) de HR 5171. O gráfico principal (em azul) mostra as variações a longo prazo desde a década de 1950, enquanto o gráfico menor (em vermelho) mostra as variações causadas pelos eclipses durante um período orbital.

HR 5171 A é uma estrela variável que apresenta variações irregulares de brilho e cor devido a mudanças físicas na estrela hipergigante, variações no envelope, e eclipses com a estrela companheira próxima.
Os eclipses primário e secundário têm diminuições de magnitude de 0,21 e 0,14 na faixa de luz visível. A curva de luz apresenta variações quase contínuas devido à natureza de contato do sistema, mas há um período de luminosidade constante durante o eclipse secundário quando a estrela secundária passa na frente da primária. A forma da curva de luz indica que a secundária é um pouco mais quente (150-400 K) que a primária e contribui para aproximadamente 7% do fluxo total do sistema na luz visível.
O eclipses ocorrem simultaneamente com grandes variações intrínsecas. Estatisticamente, da década de 1950 até 2013, o sistema apresentou uma magnitude aparente visual média de 6,54 e variações médias de magnitude de 0,23, mas nesse período foram observadas décadas de pouca variação e outras que são muito mais ativas. Três grandes mínimos foram observados, em 1975, 1993 e 2000, em que a magnitude caiu para 7,5, 7,2 e 7,3 respectivamente, o que pode estar relacionado a um aumento na extinção do sistema devido a ejeção de material da estrela. Esses mínimos tiveram duração de cerca de um ano mas parecem ter sido seguidos por mudanças de cor mais longas. De forma geral, a variação de brilho tem sido mais intensa desde 2000.
O índice de cor B-V de HR 5171 A apresentou um aumento dramático no último século, evoluindo de um valor de 1,8 em 1942 (ano da observação mais antiga) para 2,6 em 1982, valor que se mantém até o presente. Essa mudança não pode ter acontecido por um aumento na taxa de avermelhamento do sistema pois não foi acompanhada por uma diminuição do brilho na luz visível, como seria esperado por um aumento da extinção circunstelar. Isso indica que o aumento do B-V foi causado por mudança na estrela em si. Assumindo um avermelhamento constante de 1,13, a estrela variou de um índice B-V intrínseco de 0,82 (em 1953) para 1,47 (em 1990), correspondendo a uma mudança de classe espectral de G1 para K3 e temperatura de 4850 K para 3855 K. Isso implica também um aumento significativo no raio da estrela, o que indica que o contato e interação com a estrela companheira só aconteceu a partir da década de 1980.

## Propriedades
| Diâm. ang. (mas) | Raio (R☉)  | Ref.  |
| ---------------- | ---------- | ----- |
| 3,39 ± 0,2       | 1310 ± 260 | [ 2 ] |
| 3,86 ± 1,27      | 1492 ± 540 | [ 6 ] |
| 4,1 ± 0,8        | 1575 ± 400 | [ 7 ] |

Imagens interferométricas de HR 5171 A em três épocas diferentes. Na segunda e terceira imagem, a estrela menor HR 5171 Ab pode ser vista como uma região de brilho maior na parte inferior direita do disco da primária.

HR 5171 Aa tem um tipo espectral de K0Ia+ e é classificada como uma hipergigante amarela, uma classe rara (apenas dez são conhecidas na Galáxia) de estrelas de extrema luminosidade que apresentam grande variabilidade e intensa perda de massa.
O diâmetro angular de HR 5171 Aa já foi medido três vezes por instrumentos de interferometria. Os resultados do primeiro conjunto de observações são mais bem representados por um disco uniforme de 3,39 milissegundos de arco (mas) cercado por um disco de intensidade decrescente com largura à meia altura de 4,76 mas, mais uma estrela companheira representada por um ponto a 1,45 mas do centro do disco primário. A uma distância de 3,6 kpc, isso corresponde a um raio estelar de 1315 ± 260 raios solares (R☉). O segundo conjunto de observações encontrou um diâmetro maior de 3,86 mas, correspondendo a um raio de 1490 ± 540 R☉. Além disso, um anel de 5,77 mas de diâmetro foi detectado apresentando emissão de sódio neutro (Na I), com um disco maior adicional de poeira. O terceiro conjunto de observações determinou um diâmetro angular maior ainda de 4,1 mas, que dá um raio de 1575 ± 400 R☉, e também detectou a estrela companheira. Com esse tamanho, HR 5171 está entre as maiores estrelas conhecidas.
A partir de seu fluxo bolométrico e distância, é calculado que HR 5171 Aa tenha uma alta luminosidade de aproximadamente 680 000 vezes a luminosidade solar. Junto com o raio, esse valor corresponde a uma temperatura efetiva estimada em 4300 K. Essa baixa temperatura e o raio muito elevado indicam que HR 5171 Aa pode ser melhor descrita como uma supergigante vermelha ao invés de como uma hipergigante amarela.
A massa de HR 5171 A é difícil de ser determinada já que a órbita do sistema não é bem conhecida. Pela terceira lei de Kepler, assumindo a menor separação possível entre os componentes, o menor valor para a massa atual do sistema é 22 ± 5 massas solares (M☉). Considerando as restrições impostas pela interferometria e pela análise da curva de luz, a melhor estimativa para a massa atual total do sistema é de 39+40
−22 M☉. Por modelos evolucionários, as propriedades de HR 5171 Aa são mais bem reproduzidas com uma massa inicial de 40 M☉ e uma massa atual de 27-36 M☉.
Como é típico de hipergigantes amarelas e outras estrelas massivas, HR 5171 Aa apresenta uma alta taxa de perda de massa. De forma similar ao que é observado em ρ Cas, é possível que os mínimos de magnitude aparente observados em 1975, 1993 e 2000 tenham sido causados por episódios de intensa perda de massa, em que material ejetado bloqueia a luz vinda da estrela. Observações coronográficas revelaram uma grande nebulosidade estendendo-se até um raio de 1,8 segundos de arco (6500 UA) da estrela, o que significa que uma grande quantidade de massa foi perdida nos séculos passados. É esperado que a presença de uma estrela companheira tão próxima da primária possa interferir significativamente o processo de perda de massa, mas a dimensão e os efeitos dessa influência são desconhecidos.
A estrela secundária, HR 5171 Ab, provavelmente é uma gigante ou supergigante com massa de 2 a 20 M☉. Ela foi detectada diretamente por interferometria como um objeto na frente da estrela primária e seu diâmetro angular é estimado em 1,7 ± 0,3 mas, correspondendo a um raio de 650 R☉. Os melhores modelos da curva de luz do eclipse indicam um tamanho menor, de aproximadamente um terço do tamanho da primária e menos de um décimo de sua massa. Do eclipse, infere-se que a secundária tem uma emissividade maior, indicando que é mais quente (por cerca de 150 a 400 K).
A terceira estrela do sistema, HR 5171 B, é uma supergigante azul com um tipo espectral de B0 Ibp. É também uma estrela altamente luminosa, com 300 000 vezes a luminosidade solar, mas é 3 magnitudes menos brilhante que o componente A já que irradia a maior parte de sua energia no ultravioleta. A partir do tipo espectral, sua temperatura efetiva é estimada em 26500 K.
A companheira próxima torna a evolução do sistema HR 5171 A incerta. A estrela primária provavelmente preencheu todo seu lóbulo de Roche, fazendo material em excesso ser transferido à estrela secundária ou ser perdido do sistema. Dependendo do balanço do processo, a órbita das estrelas pode encolher (se a secundária ganhar muita massa) ou alargar (devido à perda de massa). Dependendo de quanto momento angular for transferido na interação entre as estrelas, o sistema pode evoluir para um estrela binária Wolf-Rayet, variável luminosa azul ou B[e].